# José Enrique Sánchez Díaz
José Enrique Sánchez Díaz (Valencia, 1986. január 23.), ismertebb nevén José Enrique spanyol labdarúgó.

## Pályafutása

### Liverpool
José Enrique 2011. augusztus 12-én írt alá a Vörösök csapatához. 76 meccsen lépett pályára a Liverpool játékosaként.

### Válogatottban
A spanyol U21-es válogatottban három alkalommal lépett pályára, a felnőtt válogatottig nem jutott el,

## Sikerei, díjai

### Newcastle United
- Győztes
  - 2009–10-es Championship
  - 2010-es Trofeo Teresa Herrera

### Egyéni elismerések
- 2009–10-es Championship Év Csapata – balhátvéd

## Statisztika
Utolsó frissítés: 2011. augusztus 12.
| Klub                    | Szezon    | Segunda División B    | Segunda División B    | Copa del Rey | Copa del Rey | Copa Federación | Copa Federación | Európai kupaporond | Európai kupaporond | Egyéb | Egyéb | Összesen | Összesen |
| Klub                    | Szezon    | Meccs                 | Gól                   | Meccs        | Gól          | Meccs           | Gól             | Meccs              | Gól                | Meccs | Gól   | Meccs    | Gól      |
| ----------------------- | --------- | --------------------- | --------------------- | ------------ | ------------ | --------------- | --------------- | ------------------ | ------------------ | ----- | ----- | -------- | -------- |
| Levante B               | 2004–05   | 19                    | 1                     | 0            | 0            | 0               | 0               | –                  | –                  | 0     | 0     | 19       | 1        |
| Klub                    | Szezon    | La Liga               | La Liga               | Copa del Rey | Copa del Rey | —               | —               | Európai kupaporond | Európai kupaporond | Egyéb | Egyéb | Összesen | Összesen |
| Klub                    | Szezon    | Meccs                 | Gól                   | Meccs        | Gól          | Meccs           | Gól             | Meccs              | Gól                | Meccs | Gól   | Meccs    | Gól      |
| Valencia                | 2005–06   | 0                     | 0                     | 0            | 0            | –               | –               | 0                  | 0                  | 0     | 0     | 0        | 0        |
| Celta Vigo (kölcsönben) | 2005–06   | 15                    | 0                     | 3            | 0            | –               | –               | 0                  | 0                  | 0     | 0     | 18       | 0        |
| Villarreal              | 2006–07   | 23                    | 0                     | 2            | 0            | –               | –               | 0                  | 0                  | 0     | 0     | 25       | 0        |
| Klub                    | Szezon    | Bajnokság (PL, Champ) | Bajnokság (PL, Champ) | FA-kupa      | FA-kupa      | Ligakupa        | Ligakupa        | Európai kupaporond | Európai kupaporond | Egyéb | Egyéb | Összesen | Összesen |
| Klub                    | Szezon    | Meccs                 | Gól                   | Meccs        | Gól          | Meccs           | Gól             | Meccs              | Gól                | Meccs | Gól   | Meccs    | Gól      |
| Newcastle United        | 2007–08   | 23                    | 0                     | 3            | 0            | 2               | 0               | –                  | –                  | –     | –     | 28       | 0        |
| Newcastle United        | 2008–09   | 26                    | 0                     | 1            | 0            | 2               | 0               | –                  | –                  | –     | –     | 28       | 0        |
| Newcastle United        | 2009–10   | 34                    | 1                     | 2            | 0            | 1               | 0               | –                  | –                  | –     | –     | 37       | 1        |
| Newcastle United        | 2010–11   | 36                    | 0                     | 0            | 0            | 0               | 0               | –                  | –                  | –     | –     | 36       | 0        |
| Newcastle összes        | 2007–2011 | 119                   | 1                     | 6            | 0            | 5               | 0               | –                  | –                  | –     | –     | 127      | 1        |
| Liverpool               | 2011–12   | 35                    | 0                     | 4            | 0            | 4               | 0               | –                  | –                  | –     | –     | 43       | 0        |
| Liverpool               | 2012–13   | 29                    | 2                     | 0            | 0            | 0               | 0               | 6                  | 0                  | –     | –     | 35       | 2        |
| Liverpool               | 2013–14   | 0                     | 0                     | 0            | 0            | 0               | 0               | –                  | –                  | –     | –     | 0        | 0        |
| Liverpool összes        | 2011–     | 64                    | 2                     | 4            | 0            | 4               | 0               | 6                  | 0                  | –     | –     | 78       | 2        |
| Összesen                | 2004–     | 240                   | 4                     | 15           | 0            | 9               | 0               | 6                  | 0                  | –     | –     | 270      | 4        |